# Beangrowers
Beangrowers é uma banda maltesa de indie rock formada em 1995 na cidade do St. Julian's

## Integrantes

### Formação atual
- Alison Gaela - vocal, teclados, guitarra
- Mark Sansone - baixo, teclados
- Ian Schranz - bateria, teclados

## Discografia

### Álbuns de estudio
- 1999: 48k
- 2001: Beangrowers
- 2004: Dance Dance Baby
- 2008: Not in a Million Lovers

### Compilações
- 2004: Land of Plenty - (filme do Wim Wenders, trilha sonora: Leonard Cohen, Die Toten Hosen, Thom & Nackt, David Bowie, T.V. Smith, Mamasweed, Thom, Travis).

### Singles
- "Not in a Millon Lovers"
- "You Are You Are"
- "The Priest"
- "Genzora"
- "Farewell Party"
- "Astroboy"